# Alberto Larraín
Alberto Larraín Salas (Santiago, 1982) es un psiquiatra, columnista y asesor político chileno cercano a la Democracia Cristiana. Fue creador y director ejecutivo de la Fundación ProCultura hasta noviembre de 2023, cuando la organización cerró sus funciones por sus vinculaciones con el Caso Convenios.

## Biografía
Nació en Santiago, hijo de Alberto Larraín Lohmayer, prisionero político durante la dictadura de Pinochet. Su abuela Luisa Lohmayer, quien fue empleada doméstica y luego costurera, tuvo un rol importante en su crianza.
Estudió en el colegio jesuita San Ignacio en la sede Alonso Ovalle y fue más tarde novicio de esa congregación. A los 21 tuvo una crisis psiquiátrica que marcó su destino profesional.
Estudió medicina en la Universidad de Chile y luego la especialidad de psiquiatría, la que terminó en 2009. Realizó un máster en Bioética en la misma universidad. 
En 2011 empezó a militar en la Democracia Cristiana, para luego renunciar y sumarse como independiente a la candidatura Presidencial de Gabriel Boric.
Estuvo casado con la psiquiatra Josefina Hunneus, hija de Carlos Hunneus y Marta Lagos, históricos militantes de la DC. Tiene tres hijos.
Actualmente está emparejado con el sociólogo Sebastián Balbontín, candidato a alcalde de Limache por el Frente Amplio en 2021 y 2024.

## Trayectoria profesional

### Salud pública
Entre 2002 y 2014 dirigió el Consultorio de Salud Mental de la Municipalidad de Peñalolén, en la misma época en que Claudio Orrego, entonces militante de la DC, era alcalde. Participó en su campaña para las primarias presidenciales de 2013.
Entre 2014 y 2017 trabajó como asesor en temas de salud mental con el DC Jaime Burrows, entonces subsecretario de Salud Pública en el segundo gobierno de Michelle Bachelet. En esa misma época integró la comisión sobre discapacidad creada por el gobierno.
En 2016 integró el grupo Cardumen de la DC, responsable de la candidatura que posicionó a Claudio Castro, entonces militante del Partido Demócrata Cristiano, como alcalde de Renca.
En 2017 dejó su rol en el gobierno para sumarse a la campaña presidencial de Carolina Goic, con quien estableció un vínculo cercano de colaboracióna pesar de las críticas del sector.
Desde entonces ha sido continuo columnista y panelista en radio, televisión y plataformas digitales, hablando de la importancia de la salud mental en Chile.

### Trabajo en Fundación ProCultura
En 2009 cofundó, junto a la fotógrafa Ilonka Csillag, la Fundación ProCultura, una organización dedicada al vínculo entre patrimonio cultural e inmaterial y el desarrollo sostenible de comunidades a lo largo de Chile. 
En 2023 la institución ya tenía cerca de 50 profesionales trabajando en proyectos a lo largo de Chile, y 67 convenios con diferentes reparticiones públicas por más de $4.200 millones. Christian Kirk, biólogo marino, fotógrafo y marido de la exsenadora DC Carolina Goic, también formaba parte de la fundación como miembro del directorio.
Se mantuvo como director ejecutivo de la institución hasta noviembre de 2023, cuando ProCultura cerró sus funciones acusada de irregularidades en sus contratos con el Estado en el marco del Caso Convenios.
En diciembre de 2023, extrabajadores de ProCultura denunciaron no haber recibido aún sus finiquitos laborales después de haber sido desvinculados de la organización y responsabilizaron a Larraín por la falta de transparencia y respuesta de parte de la organización.
En octubre de 2024, en el marco de la investigación a la Fundación Procultura, por el caso convenios, la Fiscalía regional de Coquimbo realizó allanamientos en 14 domicilios, 12 en la Región Metropolitana y dos en la del Biobío, incluido el domicilio de Alberto Larraín.
En mayo de 2025 una filtración de los audios de investigación del caso Procultura dejaron entrever que parte de los recursos manejados por Larraín financiaron en parte la campaña presidencial de Boric. Larraín negó las acusaciones.